# Ponte Helgeland

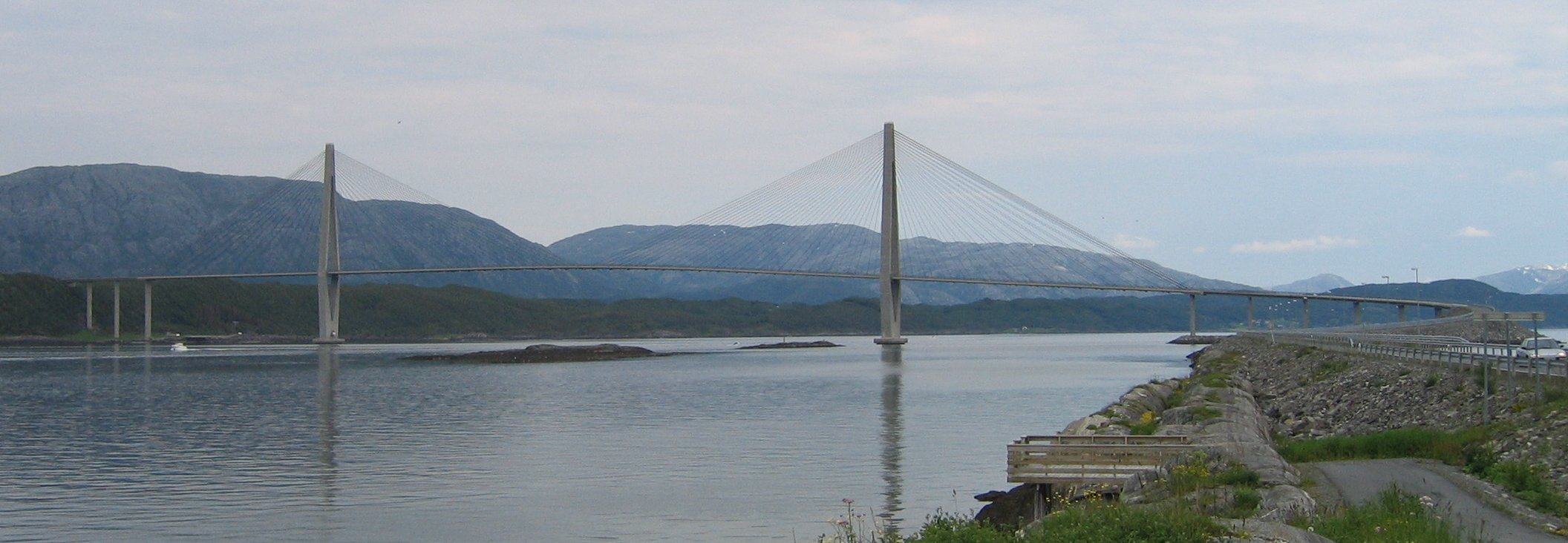
A ponte vista do sul

A ponte Helgeland (Helgelandsbrua) é umá ponte pênsil por cabos que cruza Leirfjorden entre o continente e a ilha de Alsten na Noruega. Liga cidade de Sandnessjøen com o continente. A ponte tem extensão de 1 065 metros, seu principal vão livre entre pilares é de 425 metros e sua altura máxima acima do nível do mar é de 45 metros.
A ponte Helgeland foi inaugurada em julho de 1991, e foi pedagiada até 23 de junho de 2005.